# ممرض أطفال ممارس
ممرض أطفال ممارس (بالإنجليزية: Pediatric nurse practitioner)‏ ممرض ممارس في رعاية الأطفال حديثي الولادة والرضع والأطفال الصغار ومرحلة ما قبل المدرسة والأطفال في سن المدرسة والمراهقين والبالغين، ممرض الأطفال الممارس متخصص في رعاية الأطفال منذ الولادة وحتى البلوغ، ولديهم معرفة متعمقة وخبرة في مجال الرعاية الصحية الأولية للأطفال بما في ذلك رعاية الأطفال بشكل جيد والوقاية من الأمراض الخطيرة الشائعة لدى الأطفال والحالات المزمنة، تٌقدم هذه الرعاية لدعم الصحة المثلى للأطفال في سياق الأسرة والمجتمع والبيئة المحيطة بهم.

## التعليم وشهادة مجلس الإدارة
بعد الإعداد التعليمي على مستوى الماجستير أو الدكتوراه، يجب أن يصبح ممرض الأطفال الممارس معتمد من قبل هيئة التصديق والإدارة، يجب الحفاظ على شهادة مجلس هيئة التصديق والإدارة عن طريق الحصول على ائتمانات تعليم التمريض المستمر.
في الولايات المتحدة، يتم تقديم شهادة مجلس الإدارة إما من خلال مركز اعتماد الممرضين الأمريكي (شهادة PPCNP-BC)، أو من خلال مجلس اعتماد التمريض للأطفال (شهادة أوراق ثبوتية CPNP-AC و CPNP-PC).

## نطاق الممارسة
يوفر ممرضو الأطفال مجموعة من خدمات الرعاية الصحية الحادة والمزمنة والوقائية. للتوافق مع نموذج الإجماع للوائح (الممرضين مع التعليم العالي في التمريض) التي طورها المجلس الوطني لمجالس التمريض، عادة ما يتم تصنيف ممرضو الأطفال الممارسين من خلال ممارستهم للرعاية الوجيزة أو الرعاية الصحية الأولية.